# Saltarv
Saltarv (Honckenya peploides) är en flerårig ört tillhörande familjen nejlikväxter. 
Saltarv blir 5 till 25 centimeter hög och växer ofta i bestånd. Den har små köttiga blad och är saltgynnad. Arten är tvåbyggare, det vill säga varje exemplar har antingen han- och honblommor. Den blommar mellan juni och juli. Saltarv påträffas längs alla kustområden i Norden. Den kan möjligtvis förväxlas med strandkrypa, men på saltarven sitter bladen precis över varandra.

## Underarter
Ibland delar man upp arten i två underarter och man talar då om:
- Saltarv (Honckenya peploides ssp. peploides)
- Arktisk saltarv (Honckenya peploides ssp. diffusa)

## Artens namn
Artepitetet peploides syftar på att arten till viss del liknar arter i släktet Peplis. Detta släkte har dock numera klassificerats om som Lythrum och utgörs av de arter vi idag kallar för fackelblomster. Tidigare kallades saltarven för "vildportlak" men detta namn används idag för en specifik underart till portlak (Portulaca oleracea).